# Relation médecin-patient
Ne doit pas être confondu avec Relation thérapeutique.
 (avril 2018).

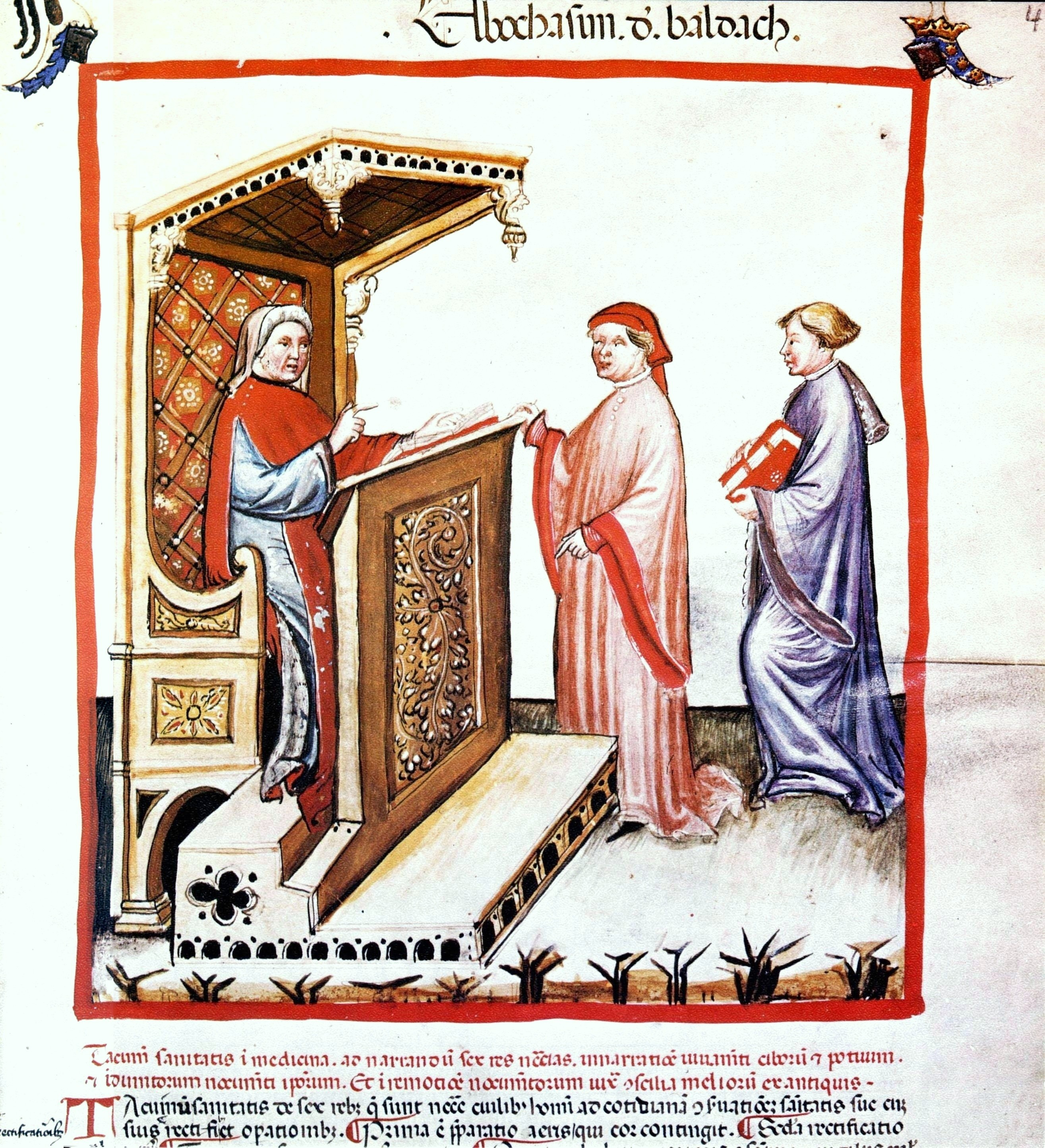
Consultation du docte médecin médiéval

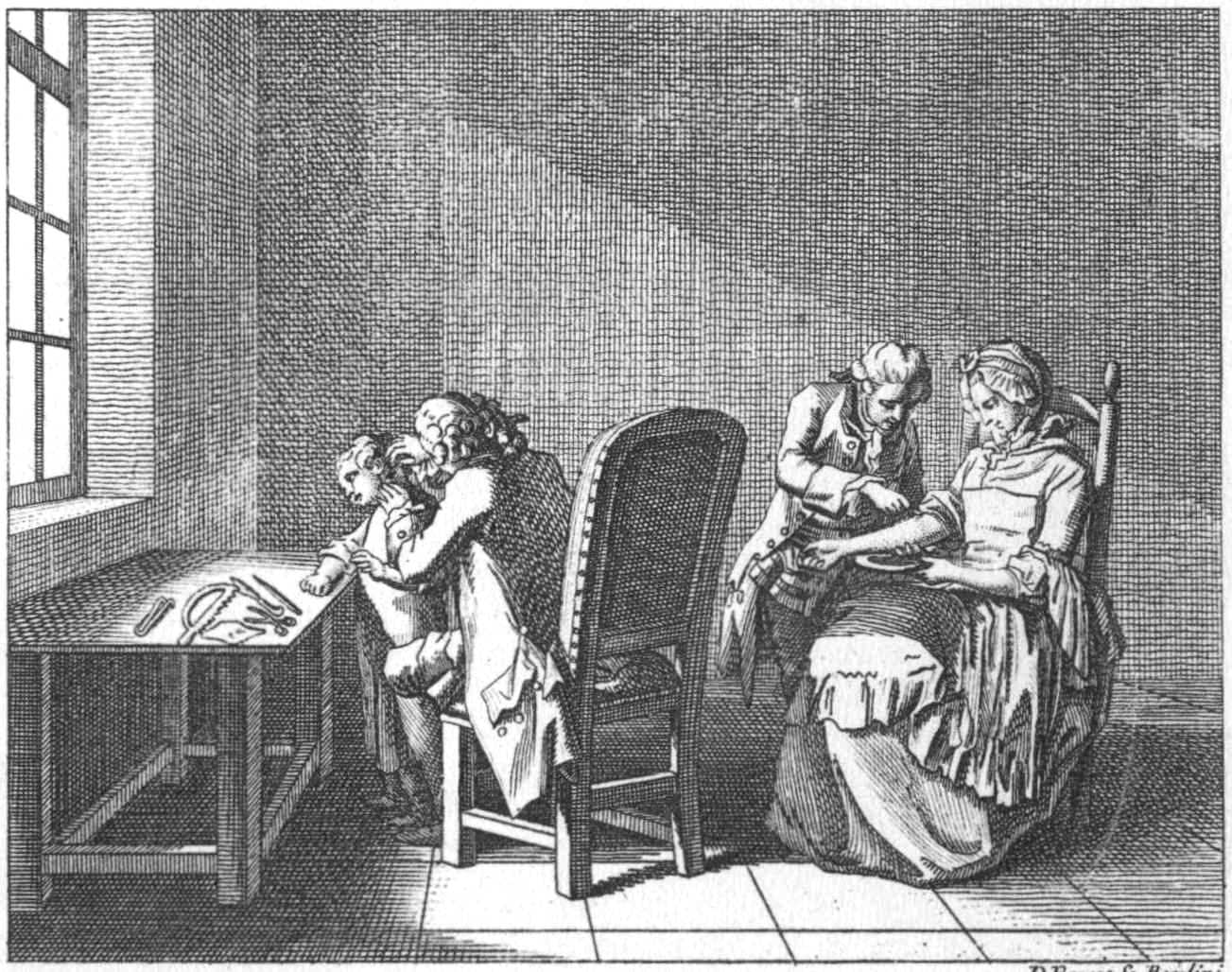
Médecin européen, vers 1774, Saignée, et instruments

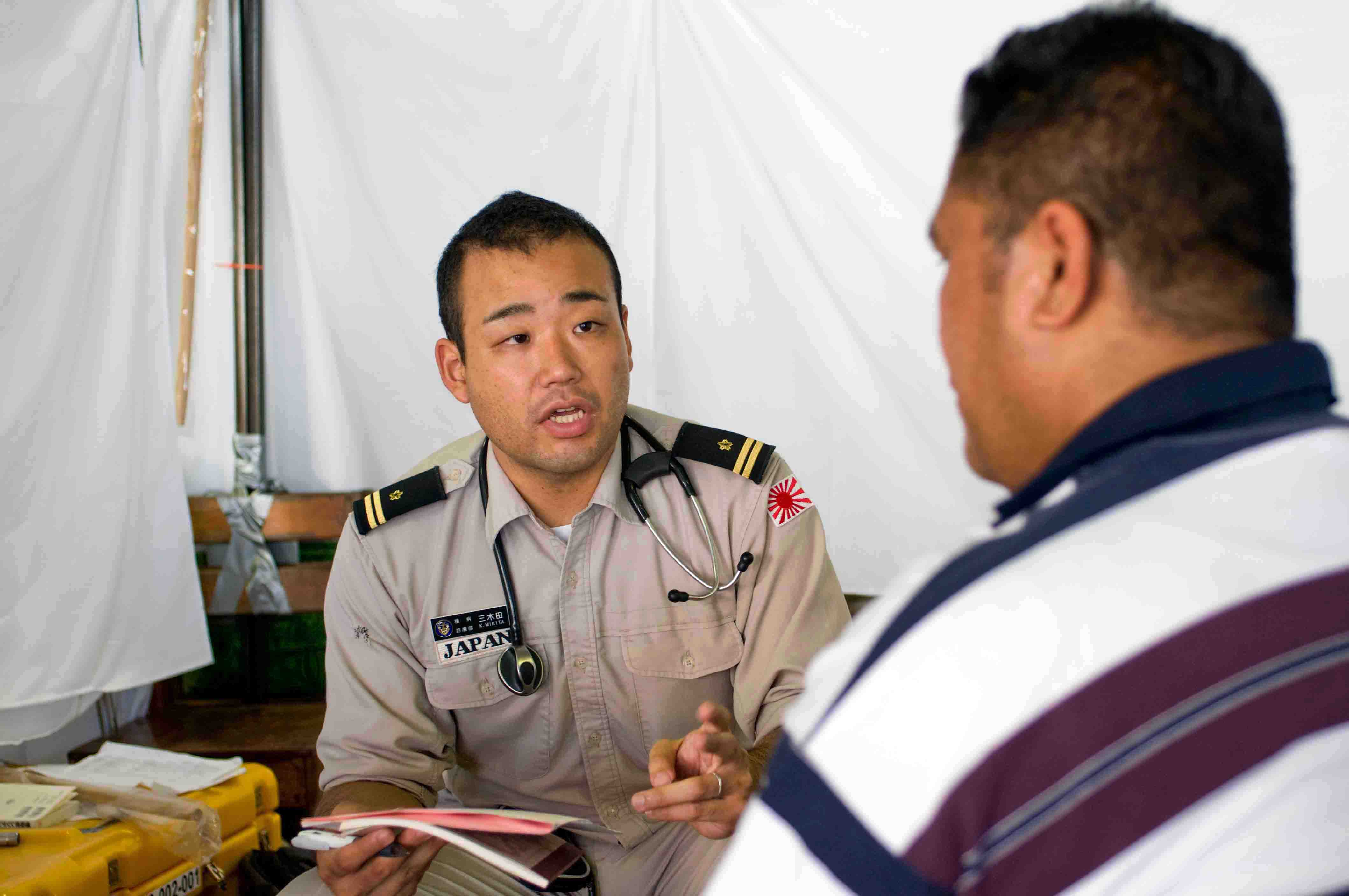
Le cas particulier du médecin militaire, qui travaille au sein d'une hiérarchie plus stricte et descendante, éventuellement en situation de danger et conflit

La relation médecin-patient désigne l'ensemble des relations entre un médecin et son patient dans le cadre d'un acte ou d'un suivi thérapeutique. Le consentement éclairé et la confiance du patient, ainsi que l'écoute et l'empathie du médecin, sont des composantes de cette relation.
En France, le Conseil de l'ordre des médecins, garant du code de déontologie médicale, « revendique et soutient que la relation singulière médecin-patient est le pivot de la médecine » et qu'elle garantit :
- l’éthique médicale ;
- le diagnostic médical et la prise en compte du patient ;
- le choix thérapeutique, comme solution à la situation personnelle du patient ;
- l’équilibre économique global de la santé en préservant l’intérêt du patient ;
- la santé collective et individuelle.

La qualité de la relation médecin-patient joue un rôle certain dans l'effet placebo,.

« Lorsque le médecin a substitué à la plainte du malade et à sa représentation subjective des causes de son mal, ce que la rationalité contraint de reconnaître comme la vérité de sa maladie, le médecin n'a pas pour autant réduit la subjectivité du malade. Il lui a permis une possession de son mal différente. Et s'il n'a cherché à l'en déposséder, en lui affirmant qu'il n'est atteint d'aucune maladie, il n'a pas toujours réussi à le déposséder de sa croyance en lui-même malade, et parfois même de sa complaisance en lui-même malade. 
En bref, il est impossible d'annuler dans l'objectivité du savoir médical la subjectivité de l'expérience vécue du malade. Ce n'est donc pas dans cette impuissance qu'il faut chercher la défaillance caractéristique de l'exercice de la médecine. Elle a lieu dans l'oubli, en son sens freudien, du pouvoir de dédoublement propre au médecin qui lui permettrait de se projeter lui-même dans la situation de malade, l'objectivité de son savoir étant non pas répudiée mais mise en réserve. Car il revient au médecin de se représenter qu'il est un malade potentiel et qu'il n'est pas mieux assuré que ne le sont ses malades de réussir, le cas échéant, à substituer ses connaissances à son angoisse. »

— Georges Canguilhem

## Explication
La relation médecin-patient a traditionnellement suivi ce que l'on pourrait nommer le « modèle paternaliste ». Dans ce modèle, le médecin est persuadé de savoir et d'être objectif. Il se voit comme le gardien de l'intérêt du patient. Il prend les décisions pour lui, en respectant simplement un principe de bienfaisance.
Le principe de bienfaisance pourrait être explicité comme :
1. le devoir de ne pas nuire ;
2. le devoir de prévenir le mal ou la souffrance ;
3. le devoir de supprimer le mal ou la souffrance ;
4. le devoir de faire le bien ou de promouvoir le bien. (Parizeau, 1993)

Le serment d'Hippocrate inclut d'ailleurs à ce propos le surtout ne pas nuire (en latin primum non nocere). Le patient est perçu dans le modèle paternaliste comme n'étant plus une personne raisonnable, capable de comprendre sa maladie ou de décider pour elle-même de la manière dont elle veut vivre ou mourir. Le médecin se positionne comme celui qui a le savoir. Le médecin est un expert et, pour sa part, le patient est dans l'ignorance. Tout ce que le patient peut faire est d'acquiescer au modèle thérapeutique du médecin et sa liberté se limite alors à pouvoir changer de médecin traitant.
C'est en réaction aux expérimentations cliniques menées par les nazis sur des prisonniers, qu'apparait en 1947 dans le code de Nuremberg la notion de consentement éclairé du malade. Depuis la majorité des pays occidentaux passe progressivement de ce modèle paternaliste à un nouveau paradigme que l'on pourrait nommer « modèle délibératif ». C'est par exemple le cas en Belgique avec la loi sur les droits des patients qui introduit la notion de contrat thérapeutique.

## Science et démocratie
Le rapport patient-médecin est un exemple caractéristique de la manière dont les cultures occidentales gèrent les rapports entre science et démocratie. En effet alors que les avatars de la technologie (Internet en particulier) envahissent de plus en plus le monde contemporain et modifient indubitablement notre relation aux autres ou notre façon de nous penser humain (et de penser notre être dans le monde), c'est toujours par l'intermédiaire du médical que le citoyen lambda se trouve le plus intimement confronté avec la science.
H.T. Engelhardt a par exemple étudié comment le débat bioéthique pouvait s'inscrire dans l'éthique de la discussion de Jürgen Habermas. Habermas cherche à créer une éthique de la discussion dans l'espoir d'étouffer la violence, puisque si je peux parler avec l'autre c'est que j'ai déjà une rationalité commune avec lui.
L'objectif en arrière fond de la conception d'Habermas est l'idée que le savoir est émancipateur et que discuter permet de se libérer de l'opinion (la doxa des grecs anciens). La télévision, par exemple, fait passer des idées sans avancer les règles du jeu de leur énonciation. De ce fait, la télévision fait preuve d'une violence symbolique, pour utiliser un concept de Pierre Bourdieu. L'éthique de la discussion a pour objectif de supprimer cette violence symbolique par le biais de la discussion.
Pour H.T. Engelhardt les questions bioéthique sont fondamentalement des problèmes démocratiques. L'objectif là non plus n'est pas d'aboutir à un consensus, mais à un accord ici et maintenant. Néanmoins, dans une culture sécularisée où la science est toute-puissante et pousse les autres domaines de la connaissance comme l'art ou à la religion à la portion congrue, il semble évident que les experts scientifiques (ceux qui savent) décident pour la masse populaire (ceux qui ignorent). Il nous paraît important de se demander si nous ne sommes pas là en face d'une dérive qui met à mal le fondement même de la démocratie ?

## L'antipsychiatrie
Dans le domaine de la santé mentale, la critique de la science comme un pouvoir oppresseur s'est particulièrement cristallisée avec le courant de l'antipsychiatrie. Pour Michel Foucault (Foucault, 1972), c'est bien la psychiatrie qui a commencé le biopouvoir et non pas les biotechnologies. La psychiatrie a en effet modifié la façon de penser la notion de personne dont nous parlions plus haut.
Donnons comme exemple de l'aspect potentiellement oppresseur de la psychiatrie la célèbre recherche de David L. Rosenhan (Rosenhan, 1981), Être sain dans un environnement malade, dans laquelle il envoya des faux patients se faire interner dans des hôpitaux psychiatriques.
Le faux patient se présentait au bureau des admissions en se plaignant d'avoir entendu des voix. À la question de savoir ce que les voix disaient, il répondait qu'elles étaient souvent peu claires, mais qu'elles lui semblaient dire « vide », « creux », « étouffant ». Sur cette base très légère, ils étaient admis sous le diagnostic de schizophrénie.
Une fois admis, les faux patients agissaient tout à fait normalement, réagissant naturellement à toutes les situations d'enfermements dans l'hôpital psychiatrique. Pourtant, une fois admis dans les établissements, tous leurs comportements étaient interprétés par le personnel soignant comme des symptômes de leur schizophrénie. On leur avait demandé, par exemple, de prendre des notes ; ce qui était interprété par le personnel soignant comme un symptôme. De même, le fait d'attendre à la table des repas en avance fut interprété par un psychiatre qui passait par-là comme la preuve d'une fixation du faux patient au stade oral, alors que le faux patient expliqua par la suite à David L. Rosenhan qu'il attendait là à l'avance parce qu'il n'y avait strictement rien d'autre à faire comme activité dans l'établissement.
Aucun des établissements ne revint sur le diagnostic de schizophrénie, qui est visiblement donné à vie au patient, et les différents sujets furent finalement renvoyés chez eux comme étant des schizophrènes en rémission.

contenu à revoir : contexte social tronqué, un mouvement de pensée pris hors contexte : l'anti psychiatrie n'existe plus malgré l'apport en sciences huùaines, aux sciences de ce type de relation à la maladie, à la folie. manquement de citation de Deleuze philospophe et Jean OUry dans l'apport à la psychiatrie institutionnelle et hors des instituions. 

## Médecines alternatives
Si donc les médecins se doivent d'élaborer un contrat thérapeutique avec leurs patients, nous retrouvons le même genre de difficulté au niveau plus global de la société avec les médecines alternatives ou complémentaires. Le problème soulevé par ces médecines alternatives, comme l'homéopathie par exemple, est leur manque de scientificité. Le mouvement sceptique n'hésite pas à nommer ces pratiques des pseudo-sciences.
Dans ce champ nébuleux des médecines alternatives se trouvent aussi toutes les personnes qui pensent pouvoir soigner par la simple imposition des mains, et qui aux yeux des scientifiques ne font finalement que de l'hypnose de masse (Joe Nickell, 2001). On retrouve d'ailleurs très souvent dans ces approches des éléments de pensée magique (Stevens, 2001, Ruscio, 2001).
La communauté scientifique explique les résultats de ces différentes approches par l'effet placebo (French, 2001). Or, la médecine scientifique rechigne pour sa part à utiliser l'effet placebo, et ce même si l'approche psychosomatique en psychologie de la santé encourage les médecins à exploiter la composante psychologique dans le soin des maladies.
Les praticiens utilisant les approches alternatives maximisent l'effet placebo dans leurs approches. Même si leurs traitements n'ont pas reçu un fort support empirique par des recherches expérimentales en double aveugle, ils sont néanmoins convaincus de l'efficacité de leurs traitements. Cette confiance se base sur leur expérience clinique de centaines de patients satisfaits et leur manque de connaissance dans des explications alternatives pour expliquer l'amélioration de la santé. Par conséquent, ils sont extrêmement confiants dans l'efficacité de leurs habiletés diagnostiques, leurs explications de la maladie en question, et dans l'efficacité de leurs traitements. Cette confiance se transmet à leurs clients, élevant leurs attentes en matière de succès de guérison, ce qui a pour conséquence de maximiser l'effet placebo. Plus loin, ces thérapeutes vont passer un très long temps à écouter avec empathie leurs clients, prenant très aux sérieux tous leurs symptômes, même vagues. À l'inverse, le médecin généraliste a un horaire très chargé et il ne pourra pas se permettre d'écouter chaque patient très longtemps.
Le succès populaire de ces pratiques alternatives posent problème aux universités. Doivent-elles les inclure dans leur cursus d'études (De Robertis, 2001) ? Face à ces pratiques alternatives, comment doivent réagir les médecins et la communauté scientifique? Que faire si un patient demande à avoir recours dans le cadre de son contrat thérapeutique à ce genre d'approche ? Le médecin serait tenté de mettre son veto à ce genre de demande, mais n'outrepasse-t-il pas alors son rôle ? Ne doit-il pas se contenter d'informer son patient de la manière la plus claire, compréhensible et simple possible ?
De plus, ces pratiques alternatives peuvent améliorer, ne seraient-ce que pour un temps, le bien-être subjectif (en l'aidant à gérer son stress lié à la maladie) et objectif (par l'effet placebo) de la personne. De quel droit le médecin le priverait-il de ce soutien en lui expliquant que cette thérapie «ne vaut rien» ? Il est fort tentant pour les experts d'essayer d'imposer leur point de vue sur la question et de « lutter » contre ces médecines alternatives et complémentaires. C'est ce que veut faire le mouvement sceptique, mais est-il légitime pour les scientifiques d'imposer leur opinion sur la question ? De quel droit les scientifiques devraient-ils interdire aux gens de croire à l'astrologie et d'aller consulter un astrologue ? Un dialogue démocratique ne devrait-il pas au contraire s'instaurer ? La science semble au départ n'être là que pour étudier le monde, pas pour imposer un point de vue à autrui.